# Link Campus University
Link Campus University est une université italienne située à Rome. Il s'agit  de la branche italienne de l'Université de Malte  accréditée par le Ministère italien de l'Éducation.

## Histoire et accréditation

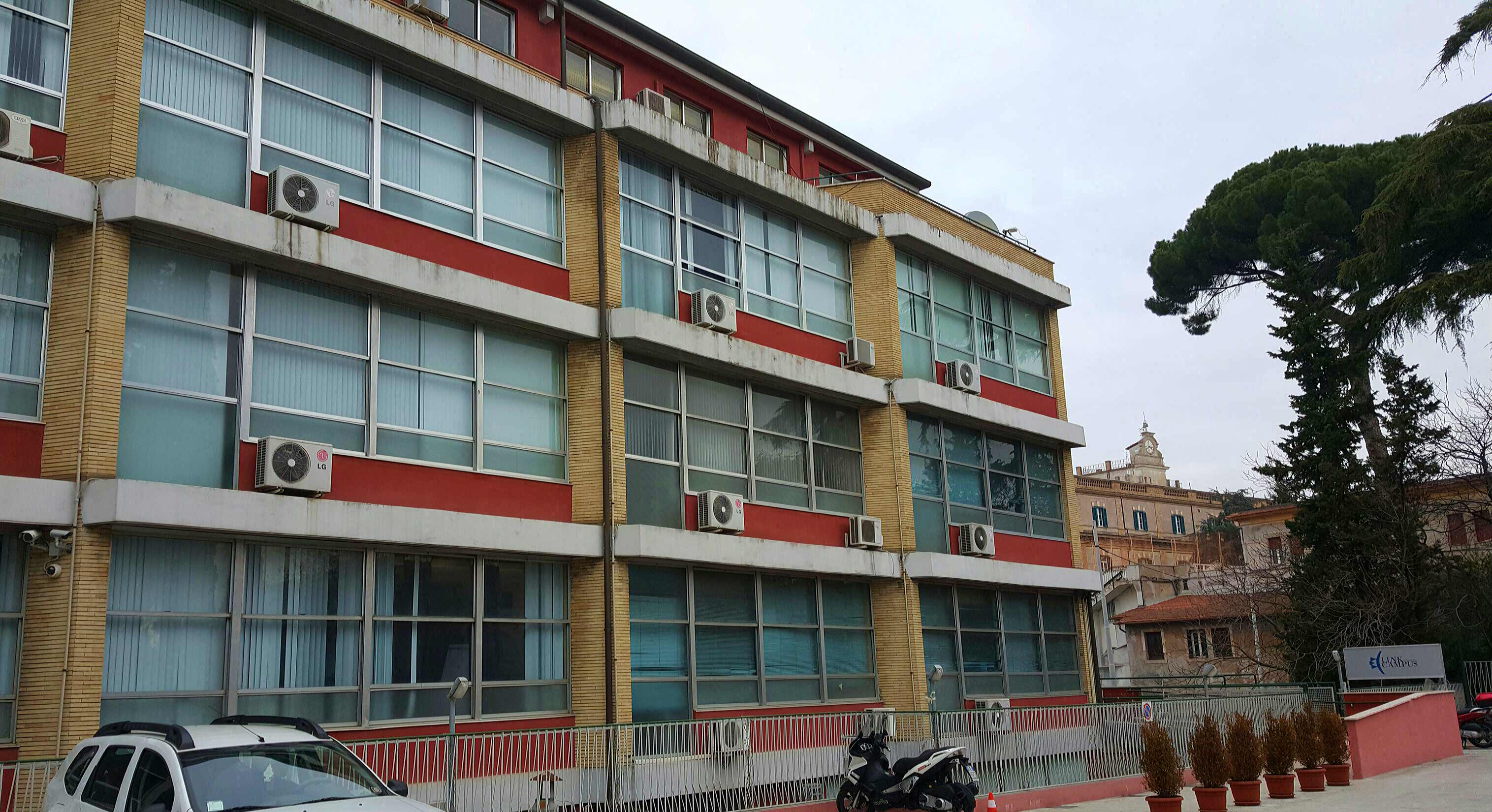
Bâtiments de la Link Campus University.

Fondée en 1999, Link Campus University est la première université étrangère  autorisée à opérer en Italie.
À la suite de la convention de Lisbonne de 1997, le 4 juillet 2007, le Ministre de l'Éducation du Gouvernement italien  a publié le décret qui reconnait la validité des diplômes de la Link Campus University.
Depuis 2011, l'institution  fait partie du système universitaire italien.

## Cours
L'école offre le premier cycle de formation et études supérieures:
| Cours de laurea                                      | Type de laurea | Classe de laurea        |
| ---------------------------------------------------- | -------------- | ----------------------- |
| Economia aziendale internazionale                    | triennale      | L-18                    |
| Scienze della politica e dei rapporti internazionali | triennale      | interclasse L-16/L-36   |
| Comunicazione e BARRAGES                             | triennale      | interclasse L-3/L-20    |
| Tecnologie e linguaggi della comunicazione           | magistrale     | LM-59                   |
| Gestione aziendale                                   | magistrale     | LM-77                   |
| Studi strategici e scienze diplomatiche              | magistrale     | interclasse LM-52/LM-62 |
| Giurisprudenza                                       | cycle unique   | LMG-01                  |

## Link Academy
Link Academy, dirigée par l'acteur italien Alessandro Preziosi, est le  Département des Arts de la scène. L'académie offre un environnement éducatif qui favorise l'artistique et le développement personnel de ses étudiants afin qu'ils puissent utiliser leur potentiel en tant qu'acteurs et  citoyens du monde.